# Parc provincial William E. deGarthe
Le parc provincial William E. deGarthe (anglais : William E. deGarthe Provincial Park) est un parc provincial de la Nouvelle-Écosse (Canada) situé dans la communauté de Peggys Cove. Il protège le William E. deGarthe Memorial Monument, un bas-relief de 30 m le long représentant 32 pêcheurs avec leurs femmes et enfants, saint Érasme de Formia ainsi que le personnage légendaire « Peggy ». L'œuvre a été réalisé par William E. deGarthe entre 1977 et 1983. Le parc provincial de 600 m2 a été créé le 3 août 1988. 

## Histoire
William E. deGarthe (en) (1907-1983) est un artiste finno-canadien. Après ses études, il s'installe à Halifax et passe ses étés  à Peggys Cove. À partir de septembre 1977, il commence à sculpter un affleurement de granite de 30 m de long près de sa maison. Son but était de créer un «monument durable aux pêcheurs néo-écossais ». 

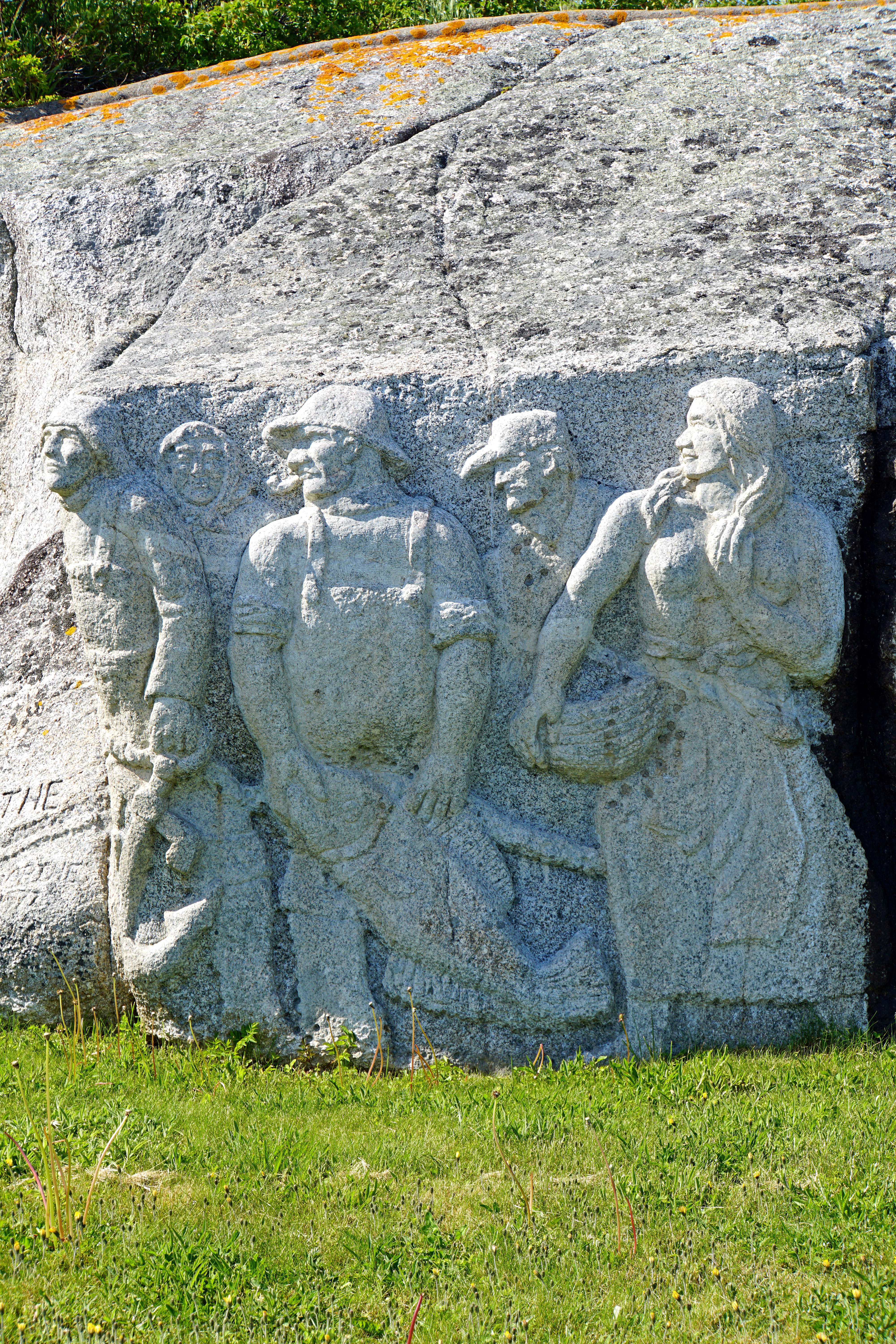
La section sur l'Abondance avec Peggy qui tient un panier.

Le monument est divisé en trois sections, selon les failles apparentes sur le granite, divisé selon les thèmes du travail, de l'abondance et de la grâce. Il représente 32 pêcheurs avec leurs femmes et enfants. Ainsi que deux figures légendaires, Peggy et saint Érasme de Formia. Plusieurs des personnages représentés représentent des  voisins ou amis de deGarthe, tous sculptés de mémoire. L'Abondance, la section du milieu, représente un pêcheur qui s'appuie contre un vent de fort coup de vent de l'Atlantique Nord. Il y a aussi une représentation de la légendaire Peggy, qui avec son panier représente l'abondance.
La légende de Peggy explique l'origine du nom de Peggys Cove. Lors d'une nuit orageuse de 1848, un navire de 60 passagers fait naufrage sur le Halibut Rock, près de Lighthouse Point. La seule survivante était une femme qui a réussi à se maintenir hors de l'eau grâce à un débris du navire et qui a dérivé jusqu'à l'anse. Cette dernière choquée par le naufrage, ne se rappelait que de son nom, Margaret. Les locaux ne savaient pas trop quoi faire avec, mais un célibataire avait une chambre de libre dans sa demeure et on décida de la loger là. Le célibataire la surnomma Peggy, le diminutif de Margaret. Elle resta à l'anse et se maria. Elle est devenue avec le temps le symbole de la survie en mer et on nomma éventuellement le lieu « Peggy at the Cove », réduit à « Peggy's Cove ».
Plus simplement, le nom pourrait provenir de la position du village vis-à-vis la baie St. Margarets. La Peggy de deGarthe est représentée comme immortelle, cette dernière étant devant le câble, alors que les autres personnages sont tous derrière. Lors de sa sculpture en 1979, deGarthe abima le nez de Peggy et dut reprendre le vidage pour lui donner une vue de profil plutôt que de face. 
En 1979, deGarthe débuta la section du « Travail ». Tous les personnages représentés sont des pêcheurs musclés faisant divers tâche, comme des filets de pêche, portant un casier à homard, manipulant divers outils et tirant une chaloupe vers le rivage. La section de la « Grâce » a débuté en 1980. Il représente saint Érasme de Formia avec ses ailes protégeant les pêcheurs et leurs familles. Cette section comprend aussi un caméo de deGarthe avec sa femme, Agnes. À partir de 1979, deGarthe est tombé malade. Il se fit aider par des assistants à partir de 1981. À sa mort en 1983, il n'a réalisé que la moitié de son projet.
Sa femme, Agnes, fit don à la province du monument et du terrain où il est situé. Le parc provincial William E. deGarthe a été constitué le 3 août 1988. Il est le plus petit parc provincial de la Nouvelle-Écosse et possiblement du Canada.